# Amphisbaena saxosa
Espèce
Synonymes
- Bronia saxosa Castro-Mello, 2003

Amphisbaena saxosa est une espèce d'amphisbènes de la famille des Amphisbaenidae.

## Répartition
Cette espèce est endémique du Tocantins au Brésil.  

## Publication originale
- Castro-Mello, 2003 : Nova espécie de Bronia Gray 1845, do estado do Tocantins, Brasil (Squamata: Amphisbaenidae). Papéis Avulsos de Zoologia, São Paulo, vol. 43, n. 7, p. 139-143 (texte intégral).